# Hermann Belzner
Hermann Belzner (* 1. Februar 1919 in Bad Mergentheim; † 9. Juli 1991 in Frankenthal) war ein deutscher Politiker (SPD).

## Leben
Hermann Belzner legte 1934 das Landexamen ab und legte dann nach dem Besuch der evangelisch-theologischer Seminare in Schöntal
und Urach (Württemberg) 1937 das Abitur ab. 1937 bis 1945 leistete er Arbeits- und Kriegsdienst. 1940 bis 1943 studierte er Rechts- und Staatswissenschaften in Würzburg. Während seines Studiums wurde er 1940 Mitglied der Kameradschaft Ulrich von Hutten (Burschenschaft Arminia Würzburg); 1941 und 1942 erfolgte in den Semesterferien ein freiwilliger Studenteneinsatz beim Reichsstatthalter Lothringen. 1943 legte er das Erste Juristische Staatsexamen ab und war 1943 bis 1945 formal Regierungsreferendar beim württembergischen Innenministerium in Stuttgart, faktisch war er beurlaubt und leistete Kriegsdienst als Fahnenjunker. 1945 geriet er in Kriegsgefangenschaft.
Nach dem Krieg war er 1945 bis 1947 Einkäufer bei der Firma Vetter in Frankenthal, danach Referendar beim württembergischen Innenministerium, beim Amtsgericht Mannheim und an der Verwaltungshochschule Speyer, bevor er 1948 sein Zweites Juristisches Staatsexamen ablegte. Bis 1960 war er Assessor und Regierungsrat bei verschiedenen Landratsämtern, beim Sozialgericht Speyer und der Bezirksregierung in Neustadt an der Weinstraße. 1973 bis 1982 war er Geschäftsführer des Städteverbands Rheinland-Pfalz.

## Politik
1933 bis 1937 war er Mitglied der Hitler-Jugend (zuletzt als Scharführer). Am 15. Juni 1940 beantragte er die Aufnahme in die NSDAP und wurde zum 1. Juli desselben Jahres aufgenommen (Mitgliedsnummer 8.163.794). 1940 bis 1943 war er Mitglied im NSDStB (dort stellvertretender Kameradschaftsführer), 1943 bis 1945 im NS-Altherrenbund. Am 29. November 1946 ließ die Spruchkammer Mergentheim das Verfahren wegen Jugendamnestie einstellen.
1949 wurde er Mitglied der SPD. Für seine Partei war er 1956 bis 1960 Mitglied des Stadtrats Frankenthal und 1960 Mitglied des Kreistags und des Kreisausschusses Ludwigshafen sowie Erster Kreisdeputierter im Landkreis Ludwigshafen. 1960 bis 1973 war er Bürgermeister von Mutterstadt.
1967 bis 1974 war er Bezirksvorsitzender der AWO Pfalz, 1971 stellvertretender Vorsitzender des Gemeindetags Rheinland-Pfalz und Landesvorsitzender des Verbands der Wasser- und Bodenverbände in Rheinland-Pfalz.
Dem Rheinland-Pfälzischen Landtag gehörte er von 1. Juli 1965 bis zum 19. Mai 1975 an. Im Landtag war er Mitglied im Rechtsausschuss, in der 7. Wahlperiode zusätzlich stellvertretender Vorsitzender im Unterausschuss »Datenschutzgesetz«, Mitglied im Petitionsausschuss und im Unterausschuss »Strafvollzugskommission«.